# Metil vinil cetona
Metil vinil cetone (MVK, do inglês methyl vinyl ketone) é um composto orgânico reativo classificado como uma enona. É um líquido incolor, inflamável e altamente tóxico com odor pungente. É facilmente solúvel em água, metanol, etanol, acetona e ácido acético.
MVK tem sido preparado industrialmente pela condensação de acetona e formaldeído, seguida por desidratação.
MVK pode atuar como um reagente de alquilação porque é um receptor de Michael efetivo. Esta habilidade de alquilação é tanto a fonte de sua alta toxicidade e a característica que a faz um intermediário útil em síntese orgânica. MVK irá polimerizar-se espontaneamente, e é usada na produção de polímeros plásticos. É também um intermediário na síntese de esteróides e vitamina A.
MVK é extremamente perigoso por inalação causando tosse, asma e dificuldade respiratória mesmo em baixas concentrações. Ela também facilmente causa irritação da pele, olhos e membranas mucosas.